# 海伦妮·恩格尔曼
海伦妮·恩格尔曼（德語：Helene Engelmann，1898年2月9日—1985年8月1日），奥地利女子花样滑冰运动员。她曾代表奥地利参加1924年冬季奥林匹克运动会花样滑冰比赛，搭档阿尔弗雷德·贝格尔获得双人滑金牌。